# Hop – a je tu lidoop
Hop – a je tu lidoop je česká filmová komedie z roku 1978 režiséra Milana Muchny. Pohádkový džin z láhve (Josef Kemr) splní každé přání tomu, kdo láhev otevře, dokud nebude dotyčný maximálně šťasten. Ač nerad, musí džin plnit i takové úkoly, jako např. proměnit lidi v lidoopy.

## Děj filmu
Řezník Tureček šidí lidi. Až když se mu do rukou dostane džin bydlící v lahvi a který mu splní cokoliv, nač si vzpomene, tak si chce vyřídit účty s Vondrovými. Z obou udělá džin opice – konkrétně šimpanze. Taktéž je Ondra Pavlík obviněn z jistého incidentu a není za to pochválen učitelem. Právě učitel z toho není nadšen a řekne mu, že po tom incidentu to bude nejméně trojka z chování.

## Obsazení
- Miloslav Šimek – učitel
- Vladimír Dlouhý – Ondřej Pavlík
- Monika Hálová - Blanka Turečková
- Josef Kemr – džin
- Josef Vinklář – řezník Tureček
- Zdena Hadrbolcová – Turečková

a další …